# Jah Rsiam
Jah Rsiam (จ๊ะ อาร์สยาม), de nombre real Nongphanee Mahadthai (นงผณี มหาดไทย), nacida el 6 de mayo de 1991, es una cantante y modelo tailandesa, nacida en la provincia de Ang Thong. Su género musical es el Luk thung

## Primeros años
Canta desde los once años. Sus padres eran bailarines de Likay (danza tradicional), desde pequeña, ella soñaba ser como ellos. Pero al crecer participó en una competencia de canto en la escuela y decidió ser cantante.

## Carrera

### 2011–2012: Principios de carrera
Incursionó en la industria musical con el nombre "จ๊ะ คันหู" (Jah Turbo o Ja Kunhoo) un amigo le sugirió unirse a la banda de Turbo Music porque querían a una cantante que podría ser audaz, sexy y divertida. Se hizo muy conocida por sus shows en vivo pero no tuve mucha aceptación, algunas personas opinaban que era una prostituta y no les agradaba su concepto de doble sentido

### 2013
Jah firmó un contrato con el sello discográfico Rsiam, es así como logra consolidar su carrera artística

## Discografía

### Noo Chob Rad
El álbum debut, หนูชอบแรด fue lanzado el 15 de mayo de 2012.
El álbum consta de doce canciones :-
1. "Kan Hoo" (คันหู)
2. "Karng kuen mai wa" (ค้างคืนไม่ว่า)
3. "Kao wat thur loong" (เข้าวัดเถอะลุง)
4. "Noo chop rad" (หนูชอบแรด)
5. "Aok huk rueng lek" (อกหักเรื่องเล็ก)
6. "Yaa aow hoo nhee" (อย่าเอาหูหนี)
7. "Noo mai yorm" (หนูไม่ยอม)
8. "Wan rak jer leuy" (วันแรกเจอเลย)
9. "Aoy jeb" (โอ๊ยเจ็บ)
10. "Chop kon mee tung" (ชอบคนมีตังค์)
11. "Tai yark" (ตายยาก)
12. "Lerk laew ka" (เลิกแล้วค่ะ)

### Noo Aow Yoo
El álbum, หนูเอาอยู่ fue lanzado el 26 de julio de 2012.
El álbum consta de doce canciones :-
1. "Noo aow yoo" (หนูเอาอยู่)
2. "Kun hoo" (คันหู)
3. "Strawber lhae" (สตอเบอแหล)
4. "Yark mee fan pen khong tua eang" (อยากมีแฟนเป็นของตัวเอง)
5. "Kao pid tee" (เกาผิดที่)
6. "Tar yark noo yer" (ท่ายากหนูเยอะ)
7. "Kwai tuen" (ควายตื่น)
8. "Yark mee kon aow jai" (อยากมีคนเอา...ใจ)
9. "Yaa aow hu nhee" (อย่าเอาหูหนี)
10. "Mod pro" (หมดโปร)
11. "Ngeab" (เงียบ)
12. "Wan tee mee ror ruer" (วันที่มีรอเรือ)

## Sencillos
- "นิสัยฉันเปลี่ยนตามสันดานเธอ" (22 de octubre de 2013)
- "เห็นนางเงียบๆ ฟาดเรียบนะคะ" (14 de agosto de 2014)
- "เมียพี่มีชู้" feat. Baitoey Rsiam (31 de octubre de 2014)
- "มีทองท่วมหัว ไม่มีผัวก็ได้" (Gold Or Hubby) (1 de septiembre de 2015)
- "แอ๊บตามกระแสแหลตามสไตล์" (29 de julio de 2016)
- "จีบหน่อย อร่อยแน่" (24 de enero de 2017)
- "สวยวนไปค่ะ" (23 de marzo de 2017)
- "ดีออก" (19 de marzo de 2018)
- "ไม่แรดอยู่ยาก" (31 de enero de 2019)
- "ด.จ.ป." feat. บริษัทฮาไม่จำกัด (8 de junio de 2019)

## Concert Live
En Tailandia
- 2012: หนูเอาอยู่ (Noo Aow Yoo)[7]
- 2012: จ๊ะ คันหู ปะทะ เดียร์ นริศรา (Ja Kunhoo Vs. Dear Narisara)[8]
- 2014: เสมอหู..60 เต้าเขย่าเวที ชุด 1 (Samuer Hoo - Vol.1)[9]
- 2014: 'เสมอหู..60 เต้าเขย่าเวที ชุด 2 (Samuer Hoo - Vol.2)[10]
- 2015:  เสมอหู..60 เต้าเขย่าเวที ชุด 3 (Samuer Hoo - Vol.3)

- 2015:  เสมอหู..60 เต้าเขย่าเวที ชุด 4 (Samuer Hoo - Vol.4)[12]